# Najlepszy (film 2017)
Najlepszy – polski biograficzny film sportowy z 2017 w reżyserii Łukasza Palkowskiego, zrealizowany na podstawie scenariusza Agathy Dominik i Macieja Karpińskiego. W rolach głównych wystąpili m.in. Jakub Gierszał, Arkadiusz Jakubik, Kamila Kamińska, Anna Próchniak i Adam Woronowicz. Film ukazuje drogę byłego narkomana Jerzego Górskiego ku udanej karierze sportowej. Pomimo sceptycznych głosów krytyków film Palkowskiego zdobył szereg nagród publiczności, okazując się jednocześnie zauważalnym sukcesem komercyjnym.

## Fabuła
Film inspirowany jest biografią Jerzego Górskiego, byłego narkomana, który po wygranej ciężkiej walce z nałogiem został sportowcem, zdobył m.in. tytuł mistrza świata w triathlonowych zawodach Double Ironman w Stanach Zjednoczonych. W trakcie pobytu w ośrodku odwykowym bohater poznaje m.in. Marka Kotańskiego.

## Obsada
- Jakub Gierszał – Jerzy Górski
- Kamila Kamińska – Ewa Meller
- Anna Próchniak – Grażyna
- Arkadiusz Jakubik – kierownik basenu
- Janusz Gajos – Marek Kotański
- Artur Żmijewski – ojciec Jerzego
- Magdalena Cielecka – matka Jerzego
- Adam Woronowicz – ojciec Grażyny
- Szymon Piotr Warszawski – Paweł
- Mateusz Kościukiewicz – Andrzej
- Tomasz Kot – Okoń
- Delfina Wilkońska – Halina
- Jakub Zając – Krzysiek
- Zbigniew Paterak – Wolski
- Laura Sobocińska – Lilka, córka Grażyny
- Małgorzata Klara – pielęgniarka
- Dariusz Bronowicki – milicjant Marian

## Produkcja

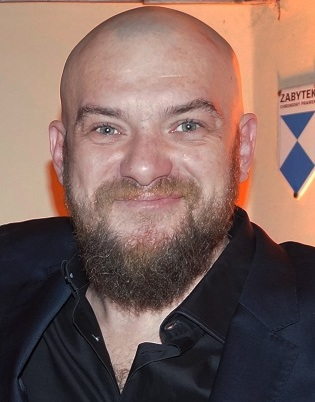
Reżyser filmu, Łukasz Palkowski (2020)

Po sukcesie Bogów reżyser Łukasz Palkowski zainteresował się kolejnym projektem filmu biograficznego, którego akcja toczyła się w latach 80. Pomysł na nakręcenie biografii Jerzego Górskiego wyszedł od producenta Krzysztofa Szpetmańskiego. W roli Górskiego reżyser obsadził Jakuba Gierszała, który musiał przejść proces przygotowań do swojej roli. Jak sam Gierszał mówił: „Zdjęcia są wyczerpujące i intensywne, musiałem się solidnie przygotować, żeby podołać. Zacząłem biegać, nauczyłem się pływać kraulem, wcześniej nie byłem typem atlety”. Niekiedy Gierszał zasięgał konsultacji u samego Górskiego, który nie chciał jednak zbytnio ingerować w pracę aktora. Rolę kierownika basenu i trenera, który podejmuje się trenowania filmowego Górskiego, przeznaczono dla Arkadiusza Jakubika, który z entuzjazmem wspominał swoją kreację aktorską: „Mój bohater […] chodzi po basenie w charakterystycznych sandałach i gustownych skarpetkach, paląc papierosy i ochrzaniając pracowników. Do tego dzierży małą pękatą buteleczkę piwa”.
Zdjęcia do filmu powstawały w Polsce (we Wrocławiu, Legnicy, Głogowie, Świdnicy) oraz w chorwackiej Dalmacji (sekwencje finałowe). Premiera odbyła się 21 września 2017 roku podczas Festiwalu Filmowego w Gdyni, a do kin film wszedł 17 listopada tego samego roku.

## Odbiór

### Frekwencja kinowa
Według szacunków Polskiego Instytutu Sztuki Filmowej Najlepszego obejrzało w kinach 765 655 widzów, co umiejscawiało dzieło Palkowskiego na 4. miejscu na liście najczęściej oglądanych filmów polskich za rok 2017.

### Recepcja krytyczna
Najlepszy został przyjęty bez entuzjazmu towarzyszącego Bogom. Michał Oleszczyk w recenzji dla Filmwebu pisał, że „Palkowski jako reżyser przeszedł długą drogę od czasu Rezerwatu z roku 2008: wciąż nie jest mistrzem subtelności […], ale zaczyna skutecznie powściągać grubą kreskę”. Michał Piepiórka z portalu Bliżej Ekranu stwierdzał, iż „Palkowski staje się mistrzem feel-good movies. Potrafi tak umiejętnie sterować emocjami widzów, by w odpowiednich momentach wzruszali się, niepokoili o bohaterów, kibicowali im i wybuchali gromkim śmiechem”. Jarosław Kowal z portalu Film.org.pl cenił grę aktorską Jakuba Gierszała, krytykował jednak „ekstremalnie płytki wątek miłosny, w który bardzo trudno uwierzyć”. Przemysław Dobrzyński w recenzji dla portalu Spider’s Web odnotowywał z niedosytem, że Najlepszy zawiera „parę motywów (wykorzystanie muzyki, głównie klasyki zachodniego hard rocka, kadrowanie itp.), które są ewidentną powtórką z Bogów”, a konstrukcja fabularna filmu Palkowskiego „to właściwie Bogowie 2”. Zdaniem Janusza Wróblewskiego z „Polityki” Najlepszy jest „zrealizowany w konwencji popularnego widowiska (współczesnej, lekko kiczowatej baśni)”, lecz zarazem „udowadnia, że można zwyciężać w każdych warunkach, wbrew logice, wychowaniu, podziałom politycznym i wszelkim innym obciążeniom”.
Bartosz Żurawiecki z pisma „Dwutygodnik” krytykował reżysera za promowanie prymitywnego kultu męskości i uprawianie świeckiej hagiografii: „Upraszcza [on] i moralizuje. A także idealizuje swoich herosów, również w obrazku. Górskiego gra obdarzony aryjską urodą Jakub Gierszał, znacznie atrakcyjniejszy wizualnie niż pierwowzór bohatera. Ulubieniec widowni nawet jako »śmieć« nie traci więc rysów idola”. Karolina Futyma z portalu Kulturatka ironizowała, że: „Etap narkotykowy w filmie zarysowany jest dosyć mocno, żeby nie powiedzieć przerysowany. Gierszał jako zombie, uciekający przed odbiciem w lustrze daje dużo do myślenia. Niestety nie dowiemy się dlaczego w jego życiu pojawiły się dragi, ale za to zobaczymy jak ksiądz Mateusz – znaczy Artur Żmijewski – bije na ekranie Cielecką, kiedy ta chce mu podać rosół”. Piotr Czerkawski przy okazji recenzji Cichej nocy pisał o Najlepszym jako mającym w sobie „coś z męczącej przemowy motywacyjnej, coachingowej tyrady każącej każdemu z nas odszukać w sobie nadczłowieka”.

## Nagrody
| Rok  | Festiwal                                               | Nagroda                                                    | Odbiorca          | Wynik     |
| ---- | ------------------------------------------------------ | ---------------------------------------------------------- | ----------------- | --------- |
| 2017 | Festiwal Polskich Filmów Fabularnych                   | Nagroda za scenografię                                     | Marek Warszewski  | Wygrana   |
| 2017 | Festiwal Polskich Filmów Fabularnych                   | Nagroda za debiut aktorski                                 | Kamila Kamińska   | Wygrana   |
| 2017 | Festiwal Polskich Filmów Fabularnych                   | Nagroda Publiczności                                       | Łukasz Palkowski  | Wygrana   |
| 2017 | Festiwal Polskich Filmów Fabularnych                   | Złoty Klakier dla najdłużej oklaskiwanego filmu            | Łukasz Palkowski  | Wygrana   |
| 2017 | Festiwal Polskich Filmów Fabularnych                   | Złoty Kangur (nagroda australijskich dystrybutorów)        | Jakub Gierszał    | Wygrana   |
| 2017 | Festiwal Polskich Filmów Fabularnych                   | Nagroda Festiwali i Przeglądów Filmu Polskiego za Granicą  | Łukasz Palkowski  | Wygrana   |
| 2017 | Międzynarodowy Festiwal Filmowy „Tofifest”             | Złoty Anioł                                                | Łukasz Palkowski  | Wygrana   |
| 2017 | Międzynarodowy Festiwal Filmowy „Tofifest”             | Nagroda Publiczności                                       | Łukasz Palkowski  | Wygrana   |
| 2017 | Festiwal Młodego Kina Wschodnioeuropejskiego           | Nagroda Jury Młodzieżowego                                 | Łukasz Palkowski  | Wygrana   |
| 2017 | Festiwal Filmu Polskiego w Ameryce                     | Nagroda Publiczności                                       | Łukasz Palkowski  | Wygrana   |
| 2017 | Festiwal „KinoPolska” w Paryżu                         | Nagroda Publiczności                                       | Łukasz Palkowski  | Wygrana   |
| 2017 | Stowarzyszenie „Kina Polskie”                          | Srebrny Bilet                                              | Łukasz Palkowski  | Wygrana   |
| 2018 | Polskie Nagrody Filmowe                                | Orzeł za najlepszy dźwięk                                  | Tomasz Dukszta    | Nominacja |
| 2018 | Polskie Nagrody Filmowe                                | Orzeł za najlepszy montaż                                  | Jarosław Barzan   | Nominacja |
| 2018 | Polskie Nagrody Filmowe                                | Orzeł za najlepszą główną rolę męską                       | Jakub Gierszał    | Nominacja |
| 2018 | Polskie Nagrody Filmowe                                | Orzeł za najlepszą drugoplanową rolę męską                 | Arkadiusz Jakubik | Nominacja |
| 2018 | Ogólnopolski Festiwal Sztuki Filmowej „Prowincjonalia” | Nagroda Główna „Jańcio Wodnik” za najlepszy film fabularny | Łukasz Palkowski  | Wygrana   |
| 2018 | Ogólnopolski Festiwal Sztuki Filmowej „Prowincjonalia” | „Jańcio Wodnik” za największe odkrycie festiwalu           | Jerzy Górski      | Wygrana   |
| 2018 | Ogólnopolski Festiwal Sztuki Filmowej „Prowincjonalia” | „Jańcio Wodnik” za najlepszą rolę męską                    | Jakub Gierszał    | Wygrana   |
| 2018 | Tarnowska Nagroda Filmowa                              | Nagroda Publiczności                                       | Łukasz Palkowski  | Wygrana   |